# Callopistria renivitta
Callopistria renivitta är en fjärilsart som beskrevs av Emilio Berio 1966. Callopistria renivitta ingår i släktet Callopistria och familjen nattflyn. Inga underarter finns listade i Catalogue of Life.